# Лагуна (провінція)
Лагуна (філ.: Lalawigan ng Laguna; ісп.: Provincia de La Laguna) — провінція Філіппін, розташована в регіоні Калабарсон на острові Лусон. Столицею провінції є місто Санта-Крус. За даними перепису 2015 року населення провінції складало 3 035 081 особа.
Лагуна є батьківщиною Хосе Рісаля, національного героя Філіппін. Провінція також відома різноманітними туристичними пам'ятками, такими як, університет Лос-Баньос, курортами Лос-Баньос і Каламба на схилах гори Макілін, історичною площею міста Піла, щорічним фестивалем в Сан-Педро та ін.

## Географія
Лагуна розташована на південний схід від Маніли, на південь від провінції Рісаль, на захід від провінції Кесон, на північ від провінції Батангас і на схід від провінції Кавіте. Загальна площа провінції 1 918 км2.
Лагуна розташована на південному березі Лагуна-де-Бей, найбільшого озера в країні. Східну частину провінції перетинає гірський хребет Сьєрра-Мадре.

## Клімат
Клімат провінції є відносно сухим з листопада по квітень і вологим протягом решти року для частини території поблизу південного кордону. Частина території, на захід від муніципалітету Санта-Круз, має сухий сезон з листопада по квітень і сезон дощів протягом травня-жовтня. Решта територій не мають яскраво виражених сезонів, тому опади більш рівномірно розподілені протягом усього року.

## Релігія
70% населення провінції католики, 20% належать до інших християнських конфесій.

## Адміністративний поділ
Адміністративно Лагуна поділяється на 24 муніципалітети та 6 міст.

## Економіка
Економіка Провінції активно розвивається. Серед сільськогосподарських культур поширені кокосовий горіх, рис, цитрусові, цукрова тростина та інші. Промислово розвиненими є міста розташовані поблизу Маніли. Активно розвивається туристична галузь.